# Tratado de Westminster (1511)
Em outubro de 1511, Júlio proclamou uma Liga Santa contra a França. A nova aliança incluía não apenas a Espanha e o Sacro Império Romano-Germânico (que abandonou qualquer pretensão de aderir à Liga de Cambrai na esperança de tomar Navarra da rainha Catarina e Lombardia de Luís XII de França), mas também Henrique VIII da Inglaterra que, tendo decidido usar a ocasião como desculpa para expandir suas propriedades no norte da França, concluiu o Tratado de Westminster — uma promessa de ajuda mútua contra os franceses — com Fernando II de Aragão em 17 de novembro.